# 韋斯哈芬-蒙斯通 (加利福尼亞州)
韋斯哈芬-蒙斯通（英語：Westhaven-Moonstone）是位於美國加利福尼亞州洪堡縣的一個人口普查指定地區。

## 地理
韋斯哈芬-蒙斯通的座標為40°22′22″N 124°06′40″W / 40.37278°N 124.11111°W，而該地最高點為海拔高度98米（即323英尺）。

## 人口
根據2010年美國人口普查的數據，韋斯哈芬-蒙斯通的面積為21.054平方千米，當中陸地面積為20.958平方千米，而水域面積為0.096平方千米。當地共有人口1205人，而人口密度為每平方千米57人。